# Clinorhynchites castaneus
Clinorhynchites castaneus là một loài bọ cánh cứng trong họ Rhynchitidae. Loài này được Jekel miêu tả khoa học năm 1860.